# アート・ユーザー・カンファレンス
アート・ユーザー・カンファレンス（ 2014年 - ）とは、ユーザーの声、橋本聡、松井勝正、木原進を中心に運営されるアートコレクティブ。アーティストの橋本聡、美術研究者の松井勝正が中心となって設立。

## 概要
2014年設立。
主な活動として《Robert Smithson whithout Robert Smithson》、《未来芸術家列伝》などがある。
近年、ジェネラル・ミュージアムを運営している。

## 展示
- 「美術館堆肥化計画2021」（青森県立美術館,2021)
- 「未来芸術家列伝IV:宇宙と貨幣」(S.Y.P Art Space, 東京, 2017)
- 「未来芸術家列伝IV:オーダーと第I次世界大戦」(青山|目黒, 東京, 2017)
- 『宮城でのアース・プロジェクト – ロバート・スミッソン ウィズアウト ロバート・スミッソン』(2015)[3]